# اوشاکوو (استان آمور)
اوشاکوو (به لاتین: Ushakovo) یک منطقهٔ مسکونی در روسیه است که در استان آمور واقع شده‌است.